# Efferia schadei
Efferia schadei là một loài ruồi trong họ Asilidae. Efferia schadei được Bromley miêu tả năm 1951. Loài này phân bố ở vùng Tân nhiệt đới.